# Biton gaerdesi
Espèce
Biton gaerdesi est une espèce de solifuges de la famille des Daesiidae.

## Distribution
Cette espèce est endémique de Namibie.

## Publication originale
- Roewer, 1954 : Über einige Solifugen und Pedipalpen der äthiopische Region. Annales du Musée du Congo Belge, sér. 4, vol. 1, p. 262-268.